# Wylich

Stammwappen derer von Wylich

Wylich (auch Wilich) ist der Name eines uradeligen niederrheinisch-westfälischen Adelsgeschlechts.

## Geschichte
Das Geschlecht leitet seine Abkunft von den 1158 urkundlich erscheinenden von Steenhuis ab. Adolf von und zu Steenhuis († 1355), Sohn des Ritters Gottfried von Steinhaus, heiratete 1317 Bata (Beatrix) von Wylack, Erbin von Gut Wylack bei Wassenberg an der Rur, und führte seit dem den Namen Wylack. Er behielt jedoch sein angestammtes Wappen. Später änderte sich der Name durch Diphthongierung in Wylich.
Im 17. Jahrhundert war das Geschlecht in mehrere Linien zerfallen, von denen nur die Linie Lottum bis heute existiert:
- Wylich zu Lottum, Freiherren und Grafen, ursprünglich auf Schloss Hueth im Herzogtum Kleve, dann auf Lottum im Herzogtum Geldern
- Wylich zu Diersford, Freiherren von Diersfordt im Herzogtum Kleve (Linie erloschen 1831),
- Wylich zu Richolt, Freiherren von Rijckholt im Erzstift Köln  (Linie erloschen um 1720),
- Wylich zu Botzelaer, Freiherren von Botzelaer im Herzogtum Geldern (Linie erloschen um 1702),
- Wylich zu Pröbsting, Freiherren von Pröbsting im Hochstift Münster (Linie erloschen um 1700).

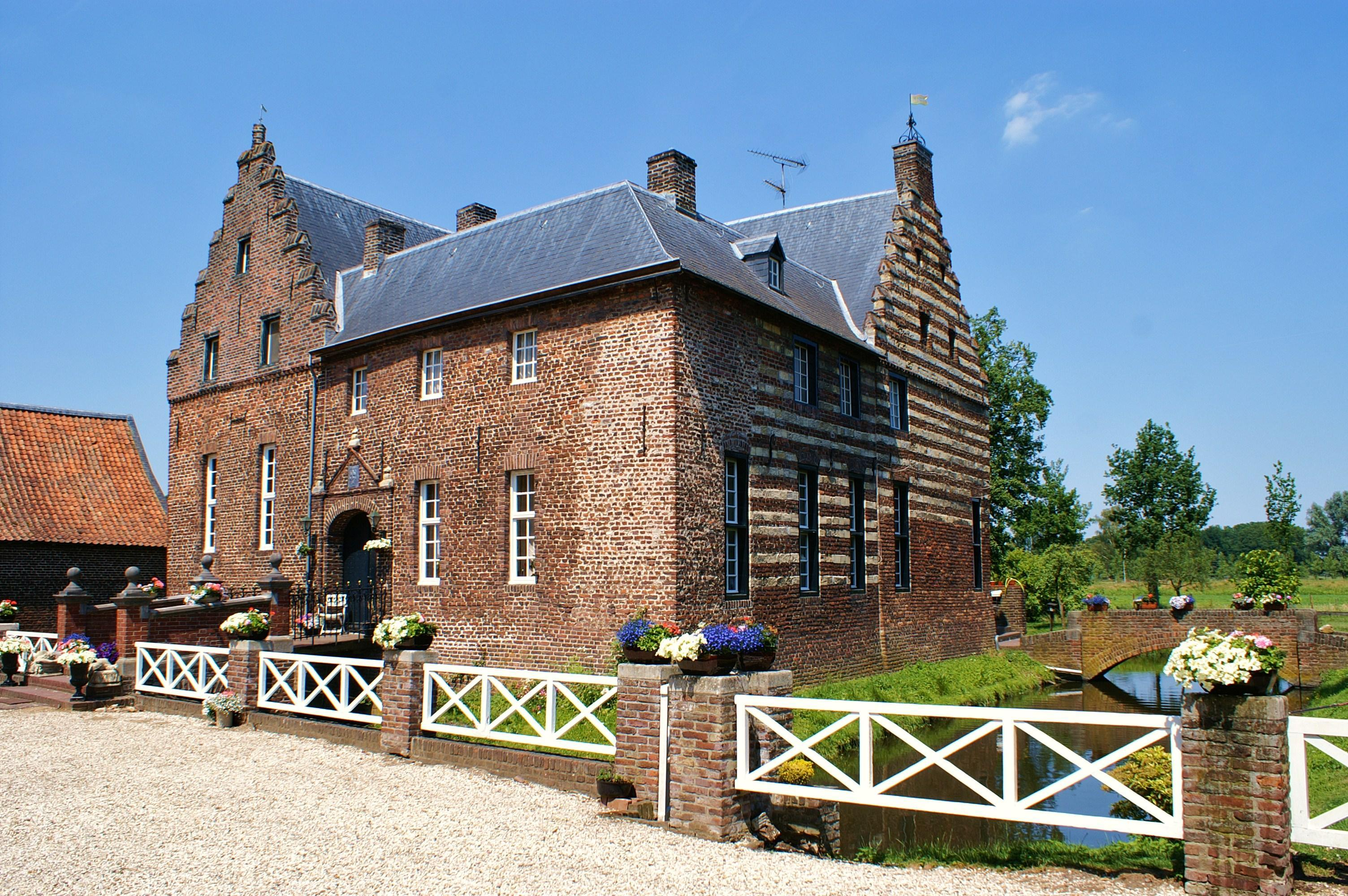
Burggrafenschloss in Lottum
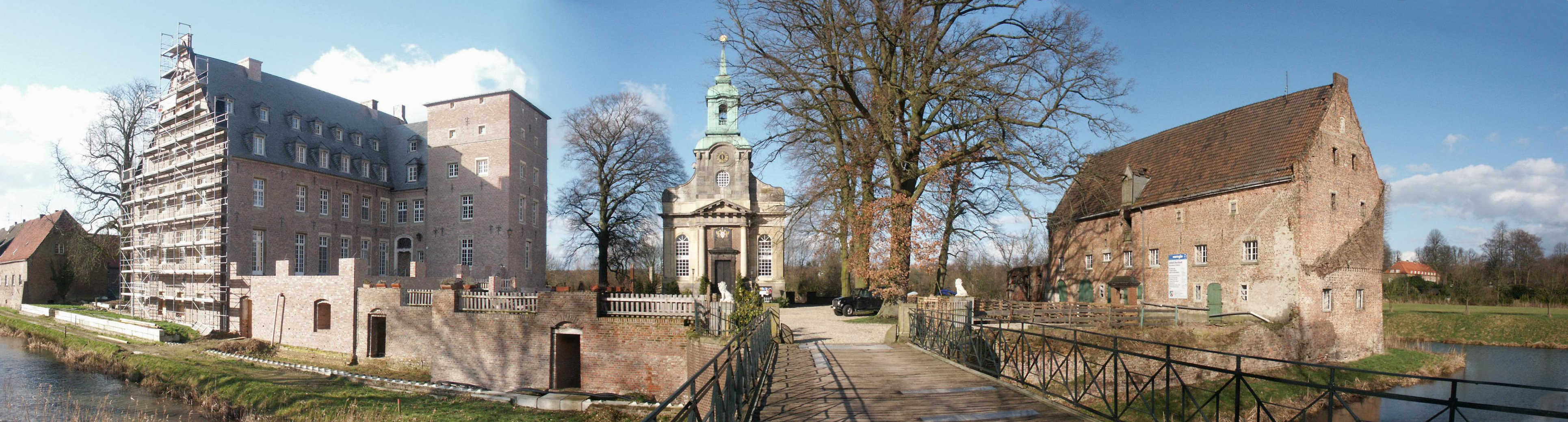
Schloss Diersfordt
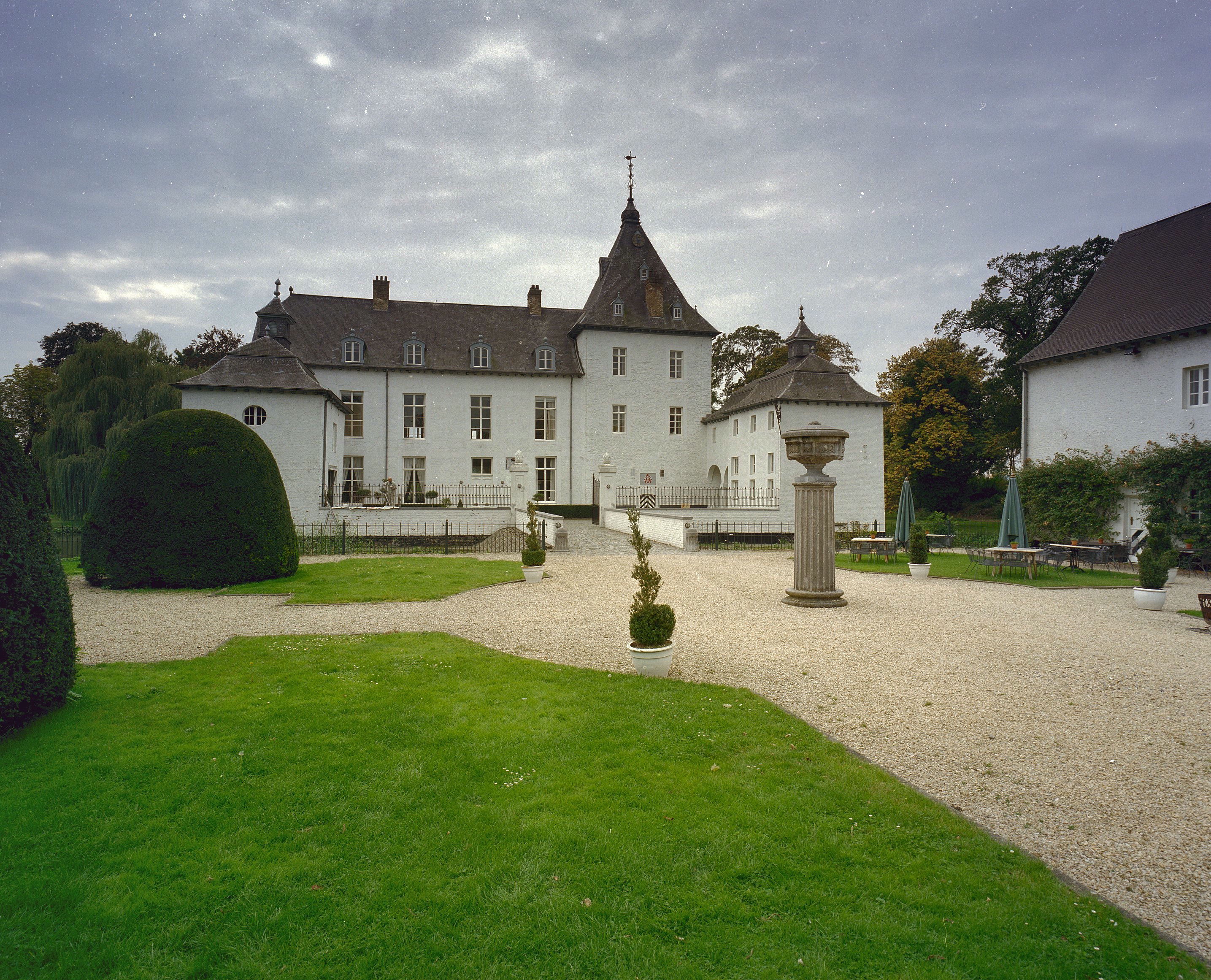
Kasteel Rijckholt
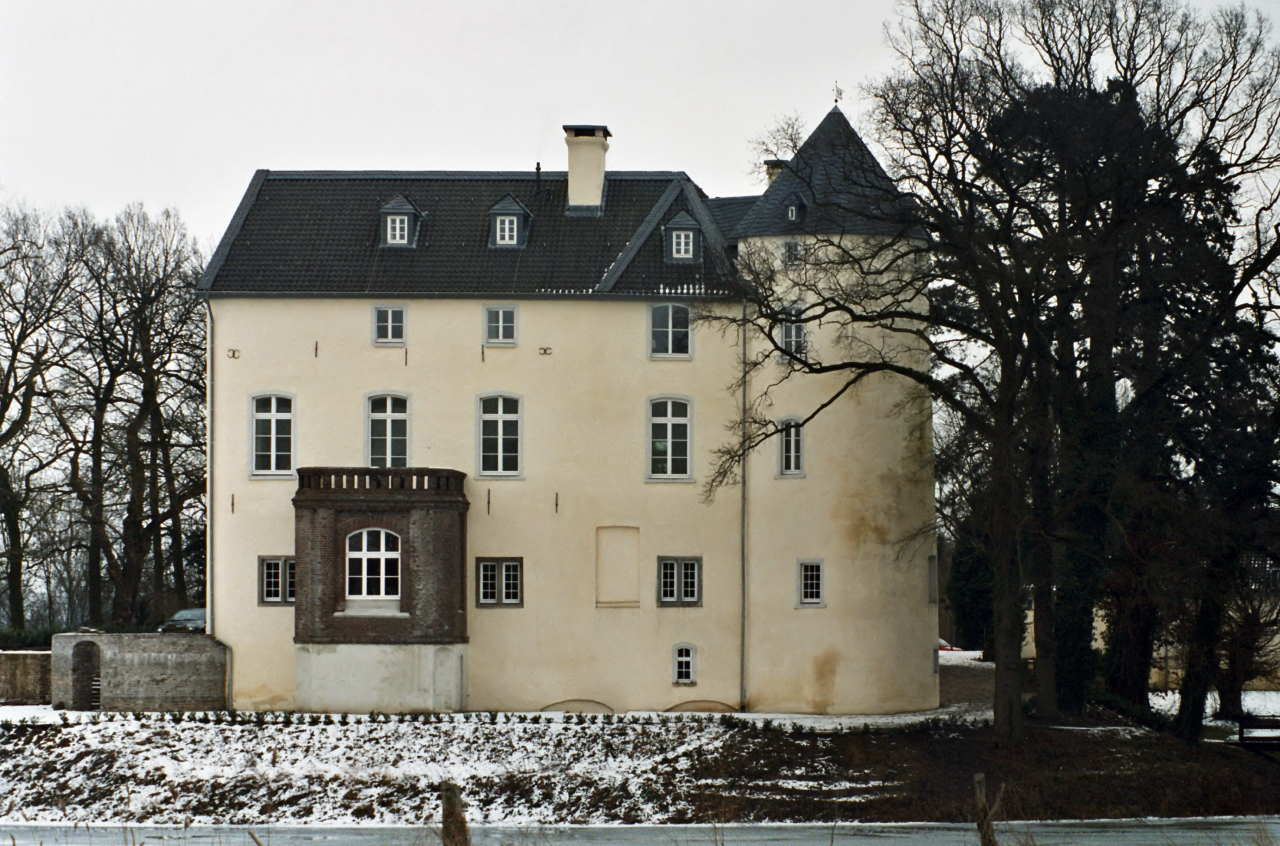
Burg Boetzelaer
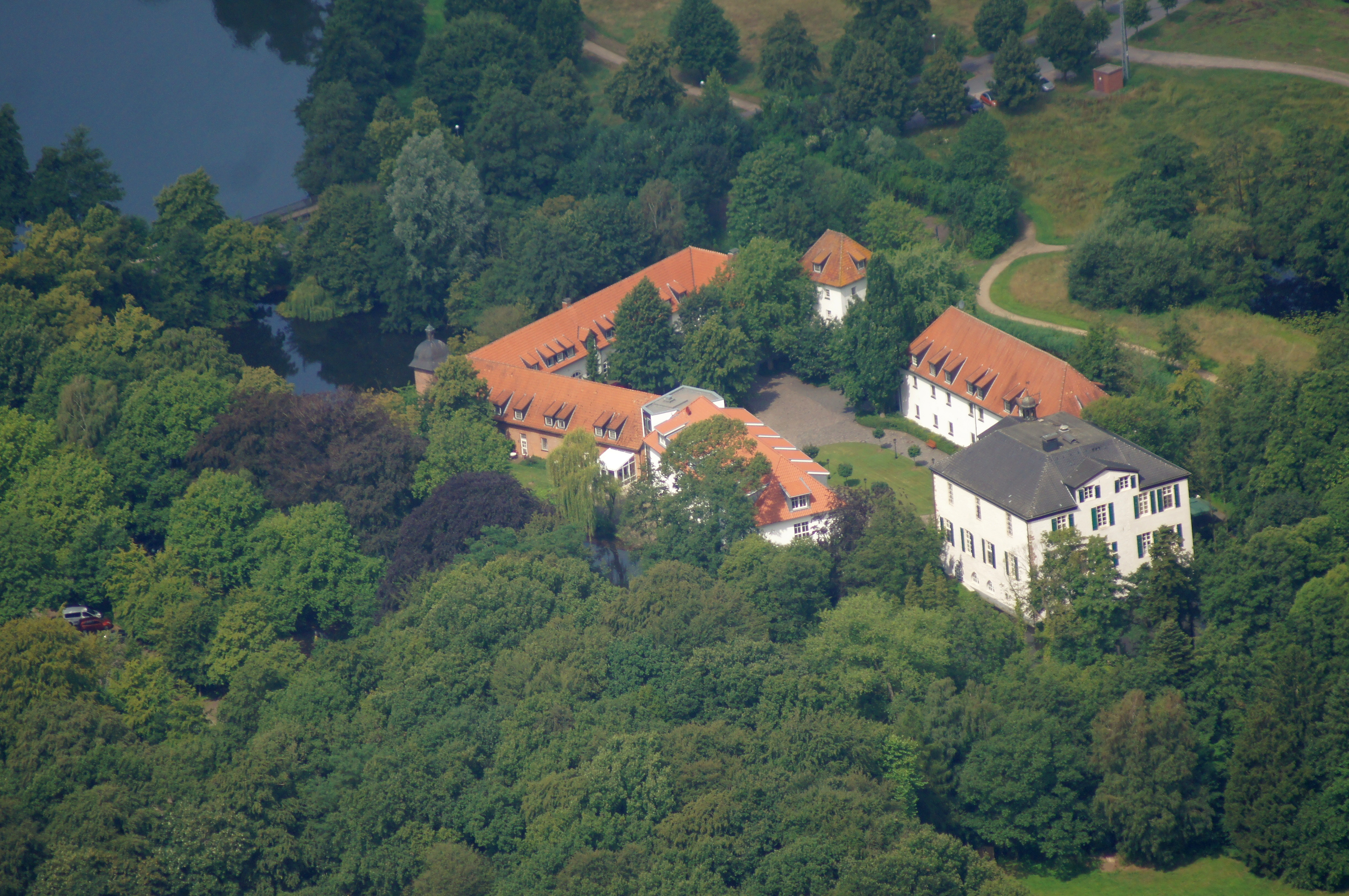
Haus Pröbsting

## Wappen
Das Stammwappen zeigt in Silber einen roten Sparren, der einen roten Ring einschließt. Auf dem gekrönten Helm ein wachsender silberner Drachenrumpf, der um den Hals ein rotes Band mit Ring trägt, von dem der verkleinerte Wappenschild herabhängt. Die Decken sind rot-silbern.